# Loc-Envel
Loc-Envel (bretonisch Lokenvel) ist eine französische Gemeinde mit 74 Einwohnern (Stand: 1. Januar 2022) im Département Côtes-d’Armor in der Region Bretagne. Sie gehört zum Arrondissement Guingamp und zum Kanton Callac. Die Einwohner werden Locenvellois(es) genannt.

## Geographie
Loc-Envel liegt etwa 47 Kilometer westlich von Saint-Brieuc.

## Bevölkerungsentwicklung
| Loc-Envel: Einwohnerzahlen von 1793 bis 2016                                                                               | Loc-Envel: Einwohnerzahlen von 1793 bis 2016 | Loc-Envel: Einwohnerzahlen von 1793 bis 2016 | Loc-Envel: Einwohnerzahlen von 1793 bis 2016 | Loc-Envel: Einwohnerzahlen von 1793 bis 2016 |
| --- | -------------------------------------------- | -------------------------------------------- | -------------------------------------------- | -------------------------------------------- |
| Jahr |                                              |                                              |                                              | Einwohner                                    |
| 1793 | 1793                                         |                                              | 280                                          | 280                                          |
| 1800 | 1800                                         |                                              | 271                                          | 271                                          |
| 1806 | 1806                                         |                                              | 331                                          | 331                                          |
| 1821 | 1821                                         |                                              | 312                                          | 312                                          |
| 1831 | 1831                                         |                                              | 412                                          | 412                                          |
| 1836 | 1836                                         |                                              | 411                                          | 411                                          |
| 1841 | 1841                                         |                                              | 412                                          | 412                                          |
| 1846 | 1846                                         |                                              | 471                                          | 471                                          |
| 1851 | 1851                                         |                                              | 418                                          | 418                                          |
| 1856 | 1856                                         |                                              | 360                                          | 360                                          |
| 1861 | 1861                                         |                                              | 393                                          | 393                                          |
| 1866 | 1866                                         |                                              | 413                                          | 413                                          |
| 1872 | 1872                                         |                                              | 447                                          | 447                                          |
| 1876 | 1876                                         |                                              | 435                                          | 435                                          |
| 1881 | 1881                                         |                                              | 392                                          | 392                                          |
| 1886 | 1886                                         |                                              | 428                                          | 428                                          |
| 1891 | 1891                                         |                                              | 372                                          | 372                                          |
| 1896 | 1896                                         |                                              | 380                                          | 380                                          |
| 1901 | 1901                                         |                                              | 381                                          | 381                                          |
| 1906 | 1906                                         |                                              | 417                                          | 417                                          |
| 1911 | 1911                                         |                                              | 352                                          | 352                                          |
| 1921 | 1921                                         |                                              | 317                                          | 317                                          |
| 1926 | 1926                                         |                                              | 309                                          | 309                                          |
| 1931 | 1931                                         |                                              | 272                                          | 272                                          |
| 1936 | 1936                                         |                                              | 248                                          | 248                                          |
| 1946 | 1946                                         |                                              | 215                                          | 215                                          |
| 1954 | 1954                                         |                                              | 156                                          | 156                                          |
| 1962 | 1962                                         |                                              | 146                                          | 146                                          |
| 1968 | 1968                                         |                                              | 126                                          | 126                                          |
| 1975 | 1975                                         |                                              | 104                                          | 104                                          |
| 1982 | 1982                                         |                                              | 105                                          | 105                                          |
| 1990 | 1990                                         |                                              | 81                                           | 81                                           |
| 1999 | 1999                                         |                                              | 73                                           | 73                                           |
| 2006 | 2006                                         |                                              | 80                                           | 80                                           |
| 2011 | 2011                                         |                                              | 68                                           | 68                                           |
| 2016 | 2016                                         |                                              | 70                                           | 70                                           |
| Quelle(n): EHESS/Cassini bis 1999, INSEE ab 2006 Anmerkung(en): Ab 1962 offizielle Zahlen ohne Einwohner mit Zweitwohnsitz |                                              |                                              |                                              |                                              |